# Ken Campbell (natation)
Pour les articles homonymes, voir Ken Campbell et Campbell.
Ken Campbell est un nageur canadien né le 21 avril 1949 à West Vancouver en Colombie-Britannique.
Il complète deux épreuves lors des Jeux olympiques d'été de 1968 de Mexico. Par la suite, il participe avec l'équipe canadienne aux Jeux du Commonwealth britannique de 1970 à Édimbourg et remporte la médaille d'argent au 200 mètres quatre nages individuel.